# Pasta amarilla de soja
La pasta amarilla de soja es una pasta fermentada preparada a base de soja amarilla, sal y agua. La pasta de soja amarilla se produce en China y se utiliza principalmente en la cocina de Beijing y otras cocinas del norte de China.

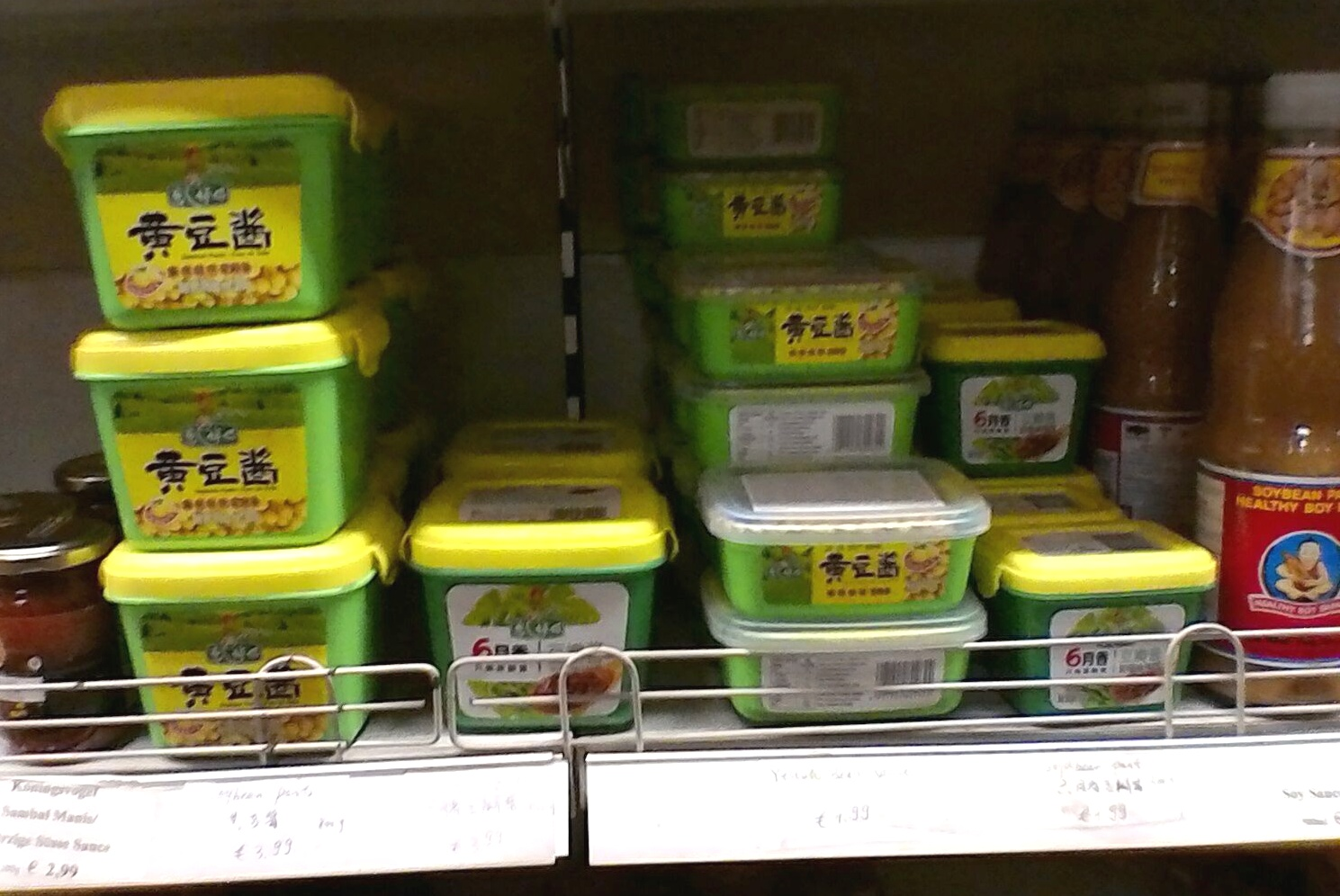
Huáng jiàng en la estantería de un supermercado.

## Etimología
En chino, el nombre completo del condimento es huángdòu jiàng (黃豆 醬; 'pasta de frijoles amarillos'), pero comúnmente se lo denomina simplemente huáng jiàng ("pasta amarilla").

## Descripción
Aunque está hecha de semillas de soja amarillas,  el color de la pasta es más bien marrón claro a oscuro o incluso negro.
La harina de trigo, aunque no se usaba anteriormente, a menudo se usa como un ingrediente adicional en la actualidad, y el sorbato de potasio se puede usar como conservante.

## Uso
La pasta amarilla de soja se utiliza sobre todo en el plato de fideos llamado zha jiang mian ("fideos fritos con salsa"), en el que la pasta de soja amarilla se fríe junto con carne de cerdo molida y luego se vierte sobre los fideos de harina de trigo gruesos.
Fuera de Beijing, la [[Salsa de judía dulce|salsa de frijoles dulces]] o la salsa hoisin a menudo se mezclan o se usan en lugar del condimento, lo que le da al plato un sabor más dulce.

## Disponibilidad
La pasta amarilla de soja está ampliamente disponible en China, así como en las tiendas de comestibles chinas en el extranjero, y viene en paquetes de plástico, embotellados o en latas.

## Otras variedades
En los últimos años, se ha desarrollado una nueva forma de pasta de soja amarilla, llamada "pasta de soja amarilla seca" (干黄酱, pinyin: gān huángjiàng; o 干酱, pinyin: gān jiàng), y está ampliamente disponible en envases de plástico. Su textura es más seca que la de la pasta de soja amarilla regular (debido a su menor contenido de agua), lo que facilita su transporte y conservación. La pasta de soja amarilla seca se usa de manera similar a la pasta de soja amarilla regular, pero, cuando se usa la forma seca, primero se agrega agua para diluirla y luego se agrega al plato; si se agrega directamente a un plato, la cantidad de agua añadida al plato debe ajustarse en consecuencia.
En la cocina tailandesa, también es popular una variante de pasta amarilla de soja, a menudo mezclada con chiles.

## Proceso técnico
Hay diferentes tipos de salsa de soja, es decir, el estado líquido con alto contenido de sal, sólido con bajo contenido de sal y fermentación de combinación de líquido y sólido de acuerdo con su proceso de elaboración y fermentación a alta temperatura, fermentación a temperatura media y fermentación a baja temperatura según la temperatura del fermentar.